# NGC 2108
NGC 2108 (другое обозначение — ESO 57-SC33) — рассеянное скопление в созвездии Золотой Рыбы, расположенное в Большом Магеллановом Облаке. Открыто Джоном Гершелем в 1835 году. В скоплении наблюдается дифференциальное покраснение, то есть, величина межзвёздного покраснения различается для разных звёзд скопления. Самые старые звёзды NGC 2108 имеют возраст около 1100 миллионов лет, причём звездообразование в скоплении продолжалось около 150 миллионов лет. Доля элементов тяжелее гелия в звёздах — 1,0%.
Этот объект входит в число перечисленных в оригинальной редакции «Нового общего каталога».